# تپه گنبله
تپه گنبله مربوط به عصر مس و سنگ است و در شهرستان اسدآباد، بخش مرکزی، روستای گنبله واقع شده و این اثر در تاریخ ۱۰ بهمن ۱۳۸۳ با شمارهٔ ثبت ۱۱۳۶۵ به‌عنوان یکی از آثار ملی ایران به ثبت رسیده است.